# سامانثا أريفالو
سامانثا ميشيل أريفالو ساليناس (ولدت في 30 سبتمبر 1994) هي سباح إكوادورية. في دورة الألعاب الأولمبية الصيفية 2012 ، تنافست في سباق 800 متر سباحة حرة للسيدات ، وحلت في المركز 29 بشكل عام في التصفيات ، وفشلت في التأهل للنهائي.